# Victor Levasseur (géographe)
Pour les articles homonymes, voir Victor Levasseur et Levasseur.
Victor Levasseur, né le 8 décembre 1800 à Caen et mort le 4 février 1870 à Paris 9e, est un ingénieur géographe et géomètre attaché au Génie du Cadastre et de la Ville de Paris du milieu du XIXe siècle.

## Biographie
Fils du général de brigade Victor Levasseur, il est surtout connu pour son grand Atlas (National) Illustré des 86 (89 après 1859) Départements et des Possessions de La France, où sont représentés les départements français ainsi que les colonies françaises d'Amérique, d'Afrique et d'Asie.
Son travail de cartographie et les statistiques sont aujourd'hui plus appréciés pour les décorations caractéristiques entourant les cartes que pour le détail des cartes elles-mêmes.

## Œuvre
Précieux témoignage du XIXe siècle, les cartes coloriées à la main sur les limites et frontières (jusqu'à 1859) sont entourées de gravures indiquant statistiques, notes historiques et illustrations caractéristiques des départements et colonies.
Sur ces cartes sont représentées les routes, voies ferrées et voies d'eau ; les départements sont divisés en arrondissements, cantons et communes ; ce travail fut réalisé d'après les Travaux du Cadastre du Dépôt de la Guerre et des Ponts et Chaussées ; l'ouvrage fut beaucoup utilisé dans les mairies.
Imprimé à environ vingt reprises entre 1842 et 1872 par trois éditeurs parisiens différents : Binet (1842-1844), Amable Combette (de 1843 à 1858, indiqué sur un tirage au 15, rue de la Parcheminerie), et après sa faillite Pelissier (1859-1872), cet Atlas n'a pourtant pas subi beaucoup de modifications géographiques malgré les perturbations géopolitiques de l'époque (Rattachement du duché de Savoie en 1860, rattachement du comté de Nice en 1860 et création du territoire de Belfort en 1871). La raison principale en est que l'auteur original, Victor Levasseur, fut inactif après l'année 1845.
De 1847 à 1872 environ la moitié des cartes ont changé les encadrement décoratifs et les informations statistiques.
Presque toutes portent « Statistique et Géographie par V. Levasseur, ingénieur géographe » et, de 1840 à 1845, avec souvent son adresse à Paris (un tirage Combette porte ainsi « 24, rue de Malte ») dans la première édition complète (1845), sauf la Creuse, l'Eure, l'Ille-et-Vilaine ; son nom manque également sur la carte de l'Océanie. Les graveurs de la plupart des vignettes sont Guillaume Laguillermie (1805-1870) et Rainaud, rue Saint-Jacques no 82.
Les lithographies imprimées sur des feuilles épaisses de dimension d'environ 52 × 36 cm, étaient initialement regroupées dans un livre relié (grand in-folio ou demi-folio avec les cartes montées sur onglets) en demi-basane. Pour leur majorité, ces feuilles sont aujourd'hui vendues à l'unité.

## Atlas Universel Illustré
Les six cartes titrées Atlas Universel Illustré sont toujours incluses dans l'Atlas National Illustré de la France, depuis la première édition de 1845 ;  cet atlas regroupe six gravures, l'Europe, l'Afrique, l'Asie, les deux Amériques et l'Océanie. Chacune des cartes est entourée de décorations comme les 86 ou 89 cartes départementales de la France :
- Europe : l'encadrement contient deux statues, dix portraits en médaillon et dix blasons ; plusieurs chérubins sont mis en scène au premier plan, tandis que derrière eux se tiennent un berger et une fermière en tenue gallo-romaine. La partie supérieure est surmontée d'un personnage dans un fauteuil, probablement un roi ou un empereur ;
- Afrique : la carte contient peu de détails sur le continent africain ; la décoration représente une pyramide d'Égypte, des animaux sauvages, des autochtones, l'armée française en Algérie ainsi que des vues d'Alexandrie, du Caire et d'Alger ;
- Asie : la décoration montre divers animaux exotiques, Adam et Ève ainsi que 10 vignettes mettant en scène diverses peuplades avec leurs costumes ;
- Amérique septentrionale : le Texas est ici une république, les États-Unis sont étendus à une partie du Canada actuel, la Russie contrôle l'Alaska et la frontière mexicaine s'élève plus au Nord que de nos jours (traité de 1810) ; les animaux locaux sont représentés dans la décoration ainsi que des colons et travailleurs africains. On remarque à l'arrière-plan un temple maya et un bateau bloqué dans la glace polaire ;
- Amérique méridionale : la mise en scène autour de la carte représente des Indiens, des chevaux, des animaux indigènes, des fruits tropicaux ainsi que des mineurs ;
- Océanie : la carte couvre une grande partie de l'océan Pacifique Sud en incluant l'Australie, la Nouvelle-Zélande et l'Asie du Sud ; la décoration représente ici des natifs de la région ainsi que des portraits d'explorateurs français ; une vignette montre un port de commerce. Cette carte est la seule qui n'est pas signée V. Levasseur.

## Planisphère
La carte est dessinée en utilisant la projection cartographique cylindrique. Les continents principaux sont bien illustrés, en revanche les deux pôles sont incomplets, laissant supposer que l'on y trouve de vastes océans. Des parties de la côte du continent antarctique y sont cependant représentées.
La décoration autour de la carte contient quatre vignettes représentant les saisons. La partie supérieure met en scène Adam et Ève et la partie inférieure montre Jésus-Christ assis dans un fauteuil et portant une croix. Diverses autres décorations montrent des personnages mythiques.

## Distinctions
- Commandeur de la Légion d'honneur